# Chokwea
Chokwea is een geslacht van rechtvleugeligen uit de familie veldsprinkhanen (Acrididae). De wetenschappelijke naam van dit geslacht is voor het eerst geldig gepubliceerd in 1953 door Uvarov.

## Soorten
Het geslacht Chokwea omvat de volgende soorten:
- Chokwea bredoi Uvarov, 1953
- Chokwea burri Uvarov, 1953
- Chokwea forchhammeri Johnsen, 1990
- Chokwea malawii Jago, 1983